# Gaston Eyskens
Gaston François Marie Eyskens (1. dubna 1905 – 3. ledna 1988) byl belgický křesťanskodemokratický politik a ekonom, představitel dnes již zaniklé belgické Křesťansko-sociální strany (Christelijke Volkspartij-Parti Social Chrétien). Byl premiérem Belgie v letech 1949–1950, 1958–1961 a 1968–1973. V těchto letech vedl šest kabinetů. V roce 1945, v letech 1947–1949 a 1965–1966 byl ministrem financí. Roku 1950 byl ministr hospodářství.
Během svého premiérského mandátu čelil řadě konfliktů kvůli dvoujazyčnosti Belgie a sporům mezi Valony a Vlámy ("školní válka" roku 1957, rozpad Katolické univerzity v Lovani roku 1970). Eyskens na to reagoval reformou Ústavy roku 1970, která Belgii silně regionalizovala. Čelil také problémům dekolonizace (Belgické Kongo).